# 百里渠
百里渠爵士（英語：Sir William Alexander "Alastair" Blair-Kerr，1911年12月1日—1992年12月1日），英國殖民地法官，1971年至1973年擔任香港最高法院高級副按察司，跟時任香港總督麥理浩勳爵都是總督特派廉政專員公署（即廉政公署）得以在1974年成立的關鍵人物。
百里渠畢業於愛丁堡大學法學系，1937年至1942年在馬來亞和海峽殖民地工作，第二次世界大戰期間在1942年2月逃出新加坡，並在英屬印度等地服役，至1945年8月日本無條件投降後，他一度加入馬來亞的英方臨時軍政府從事司法工作，至1946年5月當地恢復英國民事管治為止。1946年12月，百里渠加入香港政府，歷任九龍裁判司、租務法庭庭長、高級檢察官和署理法律政策專員等職。他在1959年出任地方法院法官、1961年任最高法院副按察司、以及在1971年升任高級副按察司。1963年，他受命調查轟動一時的陳建建事件，對陳建建投訴被警方政治部拘留期間遭到毆打的指控展開研訊，最終他結論陳建建的指控不盡不實。
百里渠在香港最為人所知的事蹟，要算他在1973年6月受港督麥理浩委託，分別就涉嫌貪污受查的外籍前總警司葛柏成功潛逃返回英國的事件，以及就香港的貪污問題和相關的防貪法例展開獨立調查。百里渠隨後於同年7月和10月先後發表的兩份報告書，更是對廉政公署的成立起關鍵影響。他在第二份報告書中指出，「有識之士一般認為除非反貪污部能脫離警方獨立，否則大眾永不會相信政府確實有心撲滅貪污」，看法與銳意設立獨立肅貪機構的麥理浩不謀而合。廉政公署成立後，對於掃除香港當時積習已久的貪污風氣起重要影響。
雖然百里渠在發表兩份報告書後不久，便在1973年12月退休，但他在1975年再一次受麥理浩邀請，返港主持一個委員會，調查香港電話公司被外界批評內部經營不善和陷入財政困難的指責。在同年11月公開發表的報告書當中，他提出多項實質建議，使電話公司進一步受到港府的監管。退出港府後，百里渠於1978年至1989年歷任巴哈馬、伯利茲、特克斯和凱科斯群島和百慕達的上訴庭庭長、以及直布羅陀上訴委員會委員等職。晚年的他在蘇格蘭家鄉隱居，直到去世。

## 生平

### 早年生涯
百里渠在1911年12月1日生於英國蘇格蘭高地巴富郡（後改屬斯特凌）鄉郊小鎮奇林（Killin）附近的盧伊布（Luib），父母分別名叫威廉·亞歷山大·米恩·克爾（William Alexander Milne Kerr）和安妮·布萊爾（Annie Blair），因此百里渠的英文姓氏「Blair-Kerr」是由父母姓氏結合的雙姓。百里渠自少與父母居於鄧布蘭（Dunblane），1923年至1925年就讀於阿蓋爾（Argyll）的奧本高校（Oban High School），1925年至1929年轉讀卡倫德（Callander）的麥凱倫高校（McLaren High School）。中學畢業後，他在1929年至1935年升讀愛丁堡大學，主修法律，1933年取得文學碩士（M.A.）學位，1935年出任該校法學系系會主席，同年再取得法學士（LL.B.）學位畢業。
1936年，百里渠加入總部設於倫敦的馬來亞橡膠種植企業葛斯里公司（Guthrie & Co. Ltd.）任職，期後於1937年2月外調到馬來聯邦吉隆坡分部。1939年，他取得蘇格蘭執業事務律師資格，並在同年10月加入新加坡有名的敦升律師事務所（Donaldson & Burkinshaw, Advocates & Solicitors），主要在新加坡、新山和馬六甲等地執業。

### 二戰生涯
百里渠早於1937年加入吉隆坡的馬來聯邦志願部隊（Federated Malay States Volunteer Force），第二次世界大戰在1939年8月爆發後，雖然戰事集中於歐洲地區，但他旋被編到海峽殖民地願部隊第一營候召。1941年12月1日，他被動員到部隊的第四營服役，軍階為陸軍中士。未幾，日軍隨太平洋戰爭的爆發，在12月8日發動馬來亞戰役，揮軍入侵英國治下的馬來亞和海峽殖民地。戰事期間，百里渠一直留守馬六甲，直到當地在1942年1月14日淪陷為止；此後，他退守到英軍的最後據點新加坡，設法抗擊日軍。2月15日，節節敗退的英軍主將白思華中將率大軍在新加坡向日軍無條件投降，標誌著馬來半島全境淪陷。
雖然如此，百里渠在新加坡陷落後翌日清晨部署好逃生計劃，並招集得包括新婚妻子在內15人參與。他當時向眾人警告，「除非你覺得在日人監禁下生活較好，那麼便不要跟隨我」，結果只有一人選擇退出。在百里渠指揮下，眾人乘一艘小艇漏夜逃出當地，經過驚險的旅程，最終安然抵達由荷蘭管治的印尼蘇門答臘，從而避免淪為戰俘。隨後，他僱船轉抵巴東，獲荷蘭當局短暫收容，復於1942年3月抵達英屬印度孟買。
在那裡，他隨即被收編到印度陸軍，起初於孟買的軍械補給站任職，1942年11月調到浦那出任孟買軍區總部參事上尉（行政），1943年6月至1944年6月再以少校軍階出任浦那的107路通訊區域總部副助理訓練及人事司（Deputy Assistant Adjutant-General）。當時，軸心國與同盟國的形勢開始逆轉，百里渠遂於1944年9月以少校身份返回倫敦的陸軍本部擔任馬來亞民事服務處二級一般參事官，未幾於1945年5月奉派往錫蘭可倫坡的東南亞盟軍最高司令部總部擔任同一職務，以準備好日軍一旦投降後接收馬來亞的工作。
1945年8月15日，日本無條件投降，標誌著二戰結束，百里渠旋於同年9月抵達馬來亞，以陸軍中校身份在英方臨時軍政府擔任一級司法參事官，協助重整當地司法，並主持馬六甲及芙蓉市兩地的最高法院軍事聆訊，至1946年5月當地恢復英國民事管治為止。

### 香港生涯
從軍政府退出後，百里渠在1946年5月至11月返回英國休假，期間獲倫敦殖民地部聘用加入殖民地法律團隊服務，並可選擇到尼日利亞或到香港工作，結果他選擇了後者。同年12月，百里渠履任九龍裁判司，由此展開他在香港政府長達27年的律政和司法生涯。1948年7月，他改任助理官方事務律師，期間曾於1949年9月署任檢察官，以及在1949年10月借調到註冊總署任職。1950年6月，他獲委任為九龍第二裁判司，但旋於同月改任租務法庭庭長，負責審理租務糾紛，至1951年1月為止。從租務法庭退出後，百里渠在1951年返回英國考取蘇格蘭執業大律師資格，同年返回香港出任檢察官一職，並於1952年6月起署任高級檢察官，到1953年9月獲得實任。1953年3月2日，他又獲港府委任為官守太平紳士。在高級檢察官任內，他曾經於1953年5月至11月署任地方法院法官、1953年10月至1955年5月兼任醫務委員會委員、以及在1956年6月至9月和1958年9月至1959年3月兩度署任法律政策專員一職。
此外，百里渠曾於1956年代表律政司署主控一宗涉及十份中文報章涉嫌藐視法庭的案件。事件緣於1956年1月22日，《越華報》、《先生日報》、《工商日報》、《紅綠日報》、《明星日報》、《華僑日報》、《超然報》、《環球日報》、《新晚報》和《星島日報》分別報導九龍彌敦道明德銀號一宗劫案的案情細節，報導內容還披露了嫌疑主犯的資料和背景等詳細內容。雖然有關劫案的新聞是經由政府新聞處最先發報的，但百里渠在主控時指出各報在疑犯未送到裁判司署受審前就作出詳細報導，而且內容有失實之處，從而影響法庭審判的公正性，使司法尊嚴受損，屬於藐視法庭的一種。
案件在同年3月24日在最高法院合議庭開審，而其中四份報章率先對藐視法庭的指控致歉。幾經審訊，案件在4月7日審結，由正按察司何瑾爵士宣讀長達10頁的判詞。何瑾在判詞中認為，各報在報導中把疑犯主觀地稱為「劫犯」，而且披露了案件的調查細節，的確影響案件的公正性；但考慮到報社採集新聞的困難，以及對藐視法庭的相關法律條文欠缺深入了解，因此決定向各報社處以800港元至3,300港元不等的罰款，而《新晚報》則僅遭警告，沒有被處以罰款。

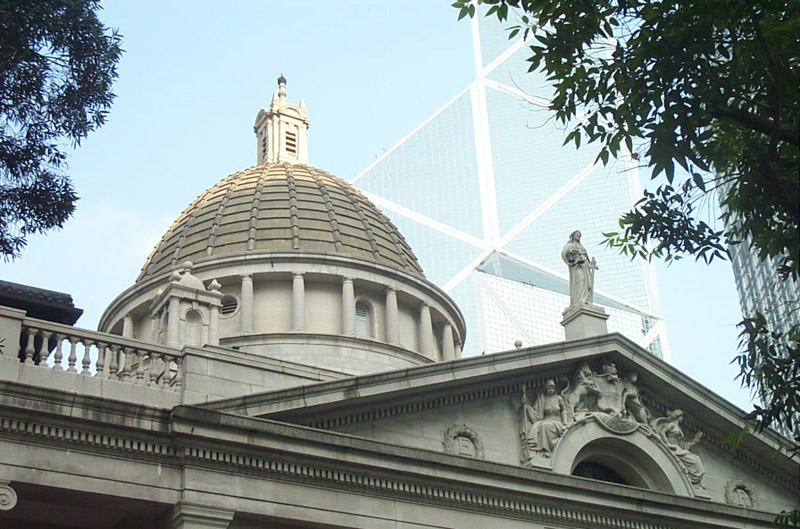
百里渠爵士由1959年到1973年在香港最高法院大樓辦公，他曾在內主持1963年的陳建建申訴調查委員會，以及在1973年針對葛柏潛逃案和香港貪污問題而設立的百里渠爵士調查委員會

1959年3月，百里渠獲司法部委任為地方法院法官，同年11月起署任高等法院副按察司，1960年1月成為臨時增委副按察司，到1961年7月得以實任副按察司一職，後來還多次署任高級副按察司的職務。在副按察司任內，他曾經在1963年受命負責調查轟動一時的陳建建事件。事件主角陳建建為汕頭人士，生於中國大陸，反對中國共產黨政權，曾參與當地的反共活動。他後來移居香港，並加入國民黨在香港的一個地下分支組織。1963年1月9日，時年24歲的陳建建被警務處政治部人員帶走問話，指他在香港參與國民黨特務組織，並涉嫌協助收藏軍火和爆炸品，用以在中國大陸策動針對中共政權的襲擊。陳建建被政治部人員拘留問話多天，到1月21日才得以獲釋。
獲釋後，陳建建聲稱被拘留期間遭到警方毆打和虐待，事件得到屬於星島報系的《星島日報》和《英文虎報》在同年2月7日分別以大篇幅報導，其中《英文虎報》更分別在頭版和內頁第11版以「陳建建之痛苦遭遇」為題詳加報導，一時間引起輿論高度關注，質疑警方濫用私刑和違反操守。為了平息公眾疑慮，時任香港總督柏立基爵士在2月9日會同行政局決定引用《委員會委員權力條例》（Commissioners Powers Ordinance），成立一個獨立的陳建建申訴調查委員會，調查陳建建載於《星島日報》和《英文虎報》的指控。港府復於2月12日委出百里渠一人主持調查委員會的工作。
百里渠在2月19日至4月25日在最高法院連日主持閉門聆訊，並傳召陳建建、涉案警務人員和報社相關人士作供。聆訊期間，代表星島報系的一方質疑百里渠主持的調查委員會僅由一人組成，並不符合《委員會委員權力條例》中「委員會」一詞應作眾數的解讀。在3月28日，星島一方更派出大律師廖亞利孖打和張奧偉等入稟要求頒令委員會為不合法和無效，以及終止調查。然而，由正按察司何瑾爵士、高級副按察司李比和署理副按察司赫健士三人組成的合議庭很快就在4月3日駁回有關申請，理由是「委員會」一詞可作眾數解讀，但也可作單數解讀，因此理據並不成立。
星島一方隨後於同年5月獲准上告英國樞密院，但未及樞密院開審，港府便率先在7月24日公開由百里渠親自撰寫的《陳建建申訴調查委員會報告書》。在該份長達300多頁的報告書中，百里渠嚴辭批評陳建建不斷說謊，而且從未遭到警方毆打和不合理的對待；相反，報告書指出陳建建從事的活動有可能使他被當局引用《遞解外國人出境條例》遞解出境，因此警方事前有充份的理由懷疑陳建建，以及拘捕他作進一步的調查。報告書還批評《星島日報》和《英文虎報》未有認真核證陳建建提出的指控便加以報導，對公眾構成誤導，也使到警隊聲譽受損，結論陳建建的指控不成立。雖然星島一方一度就報告書的內容向樞密院提出上訴，但有關上訴與較早前的另一上訴最終都被樞密院駁回，再一次肯定調查委員會的合法性。
1971年3月，百里渠獲進一步擢升為高級副按察司，地為僅次於時任正按察司李比爵士。不過，百里渠與李比在課刑政策方面的取態迥異，卻使兩人出現分歧。一方面，李比主張應該順應潮流，對年青的犯事者採取輕判的課刑政策；但另一方面，百里渠認為課刑時予以重判才可收阻嚇作用。此外，百里渠主張如果死刑制度一日未被全面廢除，就應該繼續執行，並指出如果英政府主動要求英女皇赦免死囚，將令港督的處境相當尷尬。雖然李比曾指出香港監獄制度造成「苦果」和「道德上的淪落」，主張法庭不應對犯事者處以長期的監禁；但百里渠並不同意，認為監禁刑罰縱然不是完美的解決辦法，卻是法庭重要的「武器」。兩人的分歧，促使李比在1970年至1973年擔任正按察司期間，百里渠都未曾主審過任何刑事案件，只負責審理民事案件。1973年5月，李比正式退休，但正按察司一職卻由資歷比百里渠較淺的副按察司貝理士（後為爵士）接任；相反，百里渠則計劃在同年12月滿62歲的時候退休，並在1973年6月獲英廷冊封為爵士，以表揚他在司法界供職多年的表現。

### 肅貪倡廉

#### 葛柏潛逃事件
百里渠在香港任職期間最為人熟知的事蹟，要算他在1973年退休前受命調查葛柏案和香港的貪污問題。葛柏本為警隊外籍高層，職級是總警司，他在六七暴動期間表現出色，曾獲英女皇嘉獎，1971年12月更出任九龍區副指揮官一職；但另一方面，警隊反貪部在1971年開始注意到葛柏擁有大批來歷不明的財富，遂對他暗中展開調查。可是，由於證據不足，反貪部最初的調查工作停滯不前，而這時的葛柏也意識到警方已對其財產展開調查，於是申請在1973年7月提早退休，以期及早脫身離開香港。
1973年4月，時任警務處處長薛畿輔再接獲情報，指葛柏匯出大筆可疑款項到海外的銀行戶口；同時間，葛柏再提出申請，要求提早多一個月在1973年6月退休，企圖在警方搜得足夠證據前離開香港。雖然警方始終未能獲得充分證據，證明葛柏來歷不明的款項是由貪污所得，但薛畿輔決定先發制人，在同年5月勒令葛柏停職接受進一步內部調查；另一邊廂，時任律政司何伯勵（John Hobley）在薛畿輔要求下，首次引用港府在1971年5月制定的《防止賄賂條例》，於1973年6月4日要求葛柏在七日內交代其財產來源，這時警方經點算後，發現葛柏來歷不明的財產逾430萬港元，相當於他在警隊任職21年來所得收入的六倍。6月8日，正接受停職調查的葛柏，運用自己的職權從啟德機場乘坐飛機，經新加坡潛逃英國，一時間引起社會譁然。
葛柏潛逃返英後，麥理浩為穩定民情，立即於6月13日會同行政局委任百里渠主持一人調查委員會，分別就葛柏潛逃一事展開調查，以及就香港的貪污問題和相關法例進行研究。麥理浩還要求百里渠在三星期內提交有關葛柏潛逃一事的報告書，並在三個月內提交香港的貪污問題報告書，因此他必須在有限的時間內趕緊完成調查。接受任命後，百里渠率先由6月21日至26日在最高法院召開閉門聆訊，一共傳召律政司何伯勵、警務處處長薛畿輔、副警務處處長竇信、人民入境事務處助理處長賈達德、其他警務人員、入境處人員、機場職員和航空公司職員等26人作供。同年7月4日，他親自到港督府向麥理浩呈交關於葛柏潛逃的報告書，是為《百里渠爵士調查委員會第一次報告書》，當中詳細交代葛柏潛逃的經過，讓當局更能掌握事件細節，以便採取相應的補救措施和對葛柏採取進一步的行動。

#### 促設廉政公署
完成第一份報告書後，百里渠旋即著手草擬第二份關於香港貪污問題和相關法例的報告書，並設下諮詢期歡迎公眾提交意見。事實上，在雜染華人社會傳統風氣之下，香港歷來貪污問題根深柢固，並非一朝一夕所能解決。當時，香港的貪污風氣尤以政府為甚，不少公務人員明目張膽地貪污斂財，較具體的例子包括消防員先收錢才開水喉救火、救護員先索取「茶錢」才接送病人到醫院、病人在醫院內要給俗稱「阿嬸」的女工「打賞」，才可獲得合理服侍，此外，一般公共服務如輪候公營房屋和申請入讀官立學校，也得要賄賂負責的公職人員。在一眾政府部門當中，以警隊的貪污情況最為嚴重，這個被形容為「世上用錢所能買到的最佳部隊」雖然在六七暴動中立功，獲英女皇在1969年授予「皇家」稱號，但不少受賄的警務人員，特別是華籍警員，濫用自身權力，貪斂大筆財富和包庇各種非法罪行，嚴重威脅社會治安，令不少市民苦不堪言，而外籍總警司葛柏的貪污案，僅屬冰山一角。
早自1952年，警隊已設立反貪部，負責處理貪污投訴。而港府在六七暴動後也意識到貪污問題的嚴重性，以及原有《防止貪污條例》的不足，因此在1971年5月制定《防止賄賂條例》，加重貪污罰則、擴大懲治範圍、以及賦予警方反貪部更大的權力偵查貪污案件。不過，警方反貪部自行調查警隊內部的貪污問題，卻是廣為人所詬病，其辦案表現也被外界譏諷為「只打蒼蠅、不打老虎」，效用成疑。在百里渠撰寫兩份報告書期間，坊間輿論要求港府盡早緝拿葛柏歸案之聲不絕，可是由於英國沒有香港《防止賄賂條例》內有關收入與官職不相稱的罪名，以致港府無法引渡葛柏返港受審，激起公眾反響。1973年8月26日，大批學生和市民在維多利亞公園舉行「反貪污，捉葛柏」集會，但警方事後卻票控部份參與集會的人士，繼而引發不少市民在9月16日再舉行「貪污有罪，集會無罪」的示威，聲援被檢控的集會人士，種種事件反映出公眾對港府打擊貪污不力的不滿。
在這種背景下，百里渠在10月11日發表長達88頁的第二份報告書，是為《百里渠爵士調查委員會第二次報告書》。他在報告書中嚴辭批評政府部門貪污問題普遍，而警方反貪部本身也有貪污的嫌疑，導致市民對港府失去信心，有必要加重貪污罰則。雖然百里渠沒有明確表明立場，但他在報告書中直言，「有識之士一般認為除非反貪污部能脫離警方獨立，否則大眾永不會相信政府確實有心撲滅貪污」，言下之意，意味港府有迫切性設立一個獨立的肅貪機構。百里渠的第二份報告書不單得到社會輿論普遍支持，更與麥理浩的看法互相呼應。

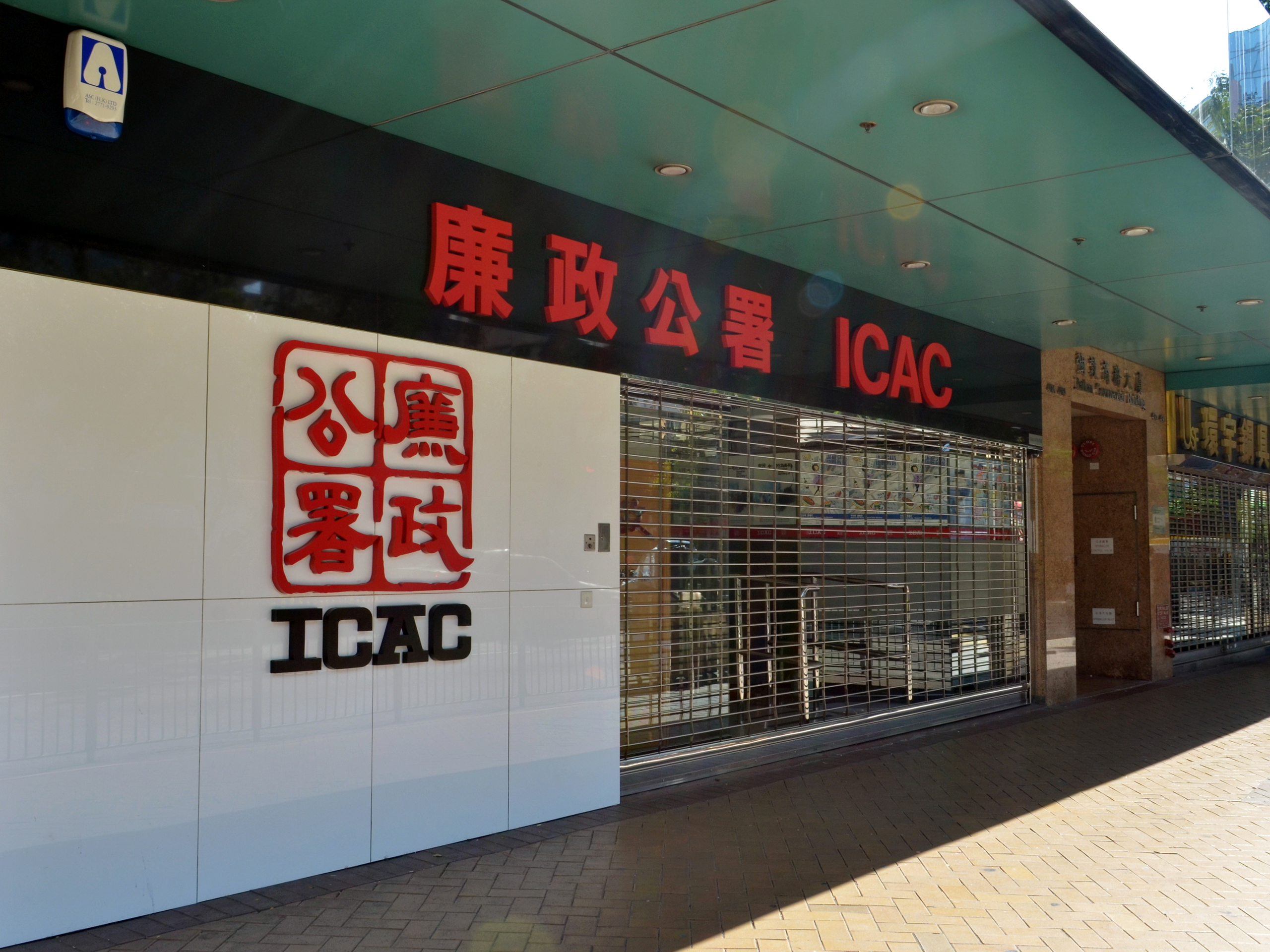
廉政公署的一個地區辦事處，除了讓市民舉報貪污罪行外，地區辦事處也負責進行防貪和加強社區關係方面的工作

早在葛柏潛逃英國後不久，麥理浩已了解到警隊反貪部的不足，於是著手招攬人手籌備成立一個獨立的反貪機構。在百里渠發表第二份報告書後不久，麥理浩就在1973年10月17日向立法局宣讀任內第二份《施政報告》的時候，正式提出要設立一個直接向港督本人負責、且獨立於政府的「撲滅貪污專員公署」，以便專門調查貪污案件。公署不久易名為總督特派廉政專員公署（即廉政公署），且邀得前民政司姬達（後為爵士）出任首任總督特派廉政專員、以及邀得已經退休，但曾任職軍情五處和香港警隊政治部主管的彭定國（後為爵士）出任首任執行處處長。
麥理浩和百里渠兩人是廉政公署得以成立的關鍵人物，公署在1974年2月正式成立後，立即以強硬手段處理貪污個案，在英國警方協助下，葛柏於同年4月29日在當地被補，並且在1975年1月7日由廉署人員押解引渡返港受審，最終繩之以法，被法庭裁定一項串謀賄賂和一項受賄罪罪名成立，判監四年及充公其中25,000港元賄款。在雷厲風行的行動下，廉署成立首10個月內，接獲涉及貪污的投訴多達5,958宗，成效顯著。在短時間內，廉政公署有效掃除港府多年來積習的貪污風氣，也達至肅貪倡廉的目的，為香港日後成為亞洲地區最廉潔的城市之一奠定重要基礎。廉政公署的貢獻除了為不少港人所自豪外，甚至啟發澳門、中國、韓國和台灣在日後設立類似的反貪機構。

### 晚年生涯
就在發表兩份有關葛柏問題和香港貪污問題報告書後不久，百里渠便在1973年12月從港府退休，悄然返回英國。起初，他在蘇格蘭過著隱居生活，每天在家中花園剪草和料理家務度日。雖然如此，他在1975年2月再一次獲港督麥理浩爵士邀請返回香港，擔任香港電話有限公司調查委員會主席。調查委員會之設立，源於香港電話公司在1974年8月24日公佈正向港府申請大幅加價70%，一時引起輿論強烈反響。鑑於電話公司在前一年已獲港府批准加價17%至19%，而且在1974年仍然向股東派發優厚的股息，因此外界批評加幅之高並不合理。另一方面，港府的電話業務諮詢委員會在同時間發表報告，質疑電話公司要大幅加價以維持服務，是因為公司內部經營不善所造成。在多方批評下，財政司夏鼎基（後為爵士）在1975年1月22日宣佈設立獨立調查委員會，以檢討電話公司的組織架構、調查電話公司經營不善的原因、和檢討電話公司的服務質素及擴展計劃。
除了由百里渠擔任主席外，調查委員會的其他委員還包括香港會計師公會主席麥蘊利（後為爵士）、香港美孚石油公司董事局主席宋啟勳、香港中華廠商聯合會會長洪祥佩、長春社主席陳立僑醫生和太古貿易有限公司出口部總經理鄧蓮如（後為女男爵）五人，並由輔政司署政務官曾蔭權（後為爵士）擔任委員會秘書。在調查期間，委員會先後收到多份由公眾提交的建議書，另外又約見電話公司人員、索閱內部資料和視察電話公司的設施，以了解電話公司的實際營運狀況。在委員會開始運作前，港府還率先於1975年1月宣佈批准電話公司由同年3月1日臨時加價30%，但最終加幅要由調查委員會決定。
經過冗長的調查工作，百里渠在1975年8月29日向麥理浩提交厚達1,000頁的《香港電話有限公司調查委員會報告書》，報告書隨後於11月19日向外公開。百里渠在報告書中結論內部經營不善是造成電話公司陷入財政困難的主要原因。有見及此，報告書建議政府加強監管電話公司，方案包括為電話公司設下利潤管制，把多出的利潤撥入不准用作股息的發展基金、把股東資金與貸款金額比例應該維持在固定水平、以及由港府委派行政董事加入電話公司，加強監管電話公司的業務等。針對電話公司的財政困局，報告書支持港府在年初批准電話公司臨時加價30%的決定，並建議電話公司可因應實際需要在兩年後進一步加價15%。不過，報告書同時提出電話公司應該調低安裝和搬遷線路費用至合理水平，以及長遠考慮發債以籌集足夠資金。報告書的建議後來得到港府的認同和大致採納。
繼香港電話的調查工作後，百里渠再一次返回蘇格蘭展開退休生活，但其後獲邀復出到加勒比海的英國屬土服務，當中包括在1978年至1980年擔任巴哈馬上訴庭庭長、1978年至1981年擔任伯利茲上訴庭庭長和特克斯和凱科斯群島上訴庭庭長、以及在1979年至1989年任百慕達上訴庭庭長。1982年至1987年間，他還擔任直布羅陀上訴委員會委員。晚年的百里渠居於蘇格蘭巴富郡鄧布蘭，1992年12月1日在當地逝世，當天正好是他的81歲生日。

## 個人生活
1942年2月10日，百里渠在新加坡一處海灘迎娶愛絲特·瑪嘉烈·福勒·萊特（Esther Margaret Fowler Wright）為妻，愛絲特來自英國華威郡，是著名文人S·福勒·萊特（S. Fowler Wright）的家族成員。百里渠結婚的時候正值馬來亞戰役尾聲，當時他正在海峽殖民地願部隊服役。結婚五天後，新加坡便告淪陷，而百里渠則成功在淪陷後攜眷逃出新加坡，最終抵達英屬印度。百里渠夫婦共育有一子一女，分別名哈米什·阿里斯泰（Hamish Alastair）和蓮達·阿什巴利（Linda Ashbarry），惟百里渠夫婦在1958年分居，百里渠夫人在1990年逝世。
百里渠生前的主要興趣包括打高爾夫球、散步和音樂，他自少特別有演奏小提琴方面的天份，11歲時曾獲邀在英國廣播公司電台節目中表演。雖然他後來沒有成為專業的小提琴手，但他仍在1950年至1962年以業餘身份擔任香港管弦樂團主席（1957年前稱中英管弦樂團）。另外，他在1968年至1973年任香港攀山會會長。他生前也是皇家海外聯盟（Royal Over-Seas League）等倫敦紳士會所會員、九龍三軍會和香港木球會會長、以及皇家香港高爾夫球會會員。
1969年8月10日，在香港工作的百里渠趁周日乘船到大嶼山梅窩，然後轉乘九人客車出發往寶蓮寺遊覽；可是，載了22人、連司機和售票員共24人的客車駛至昂坪吹風坳的時候失控衝落山坡，身受重傷的百里渠連同其他傷者幸得附近寶蓮寺僧人抬返路面，並施加救治，最終獲送往瑪麗醫院搶救後並無大礙。

## 部份著作
- Report of a commission appointed to enquire into allegations made by Chan Kin-Kin. Hong Kong: Government Printer, 1963. 
  - （直譯：《陳建建申訴調查委員會報告書》。香港：政府印務局，1963年。）
- 《百里渠爵士調查委員會第一次報告書》。香港：政府印務局，1973年。
  - （英文版：First report of the Commission of Inquiry under Sir Alastair Blair-Kerr. Hong Kong: Government Printer, 1973.）
- 《百里渠爵士調查委員會第二次報告書》。香港：政府印務局，1973年。
  - （英文版：Second report of the Commission of Inquiry under Sir Alastair Blair-Kerr. Hong Kong: Government Printer, 1973.）
- 《香港電話有限公司調查委員會報告書》。香港：政府印務局，1975年。
  - （英文版：Commission of Inquiry into the Hong Kong Telephone Company Ltd. Hong Kong: Government Printer, 1975.）

## 榮譽
- 官守太平紳士（J.P.） （1953年3月2日[1]）
- 下級勳位爵士（Kt.） （1973年英女皇壽辰授勳名單[21]）

## 注腳
1. 1 2 3 4 5 6 7 8 9 10 11 12 13 14 15 16 17 18 19 20 21 22 23 24 25 26 27 28 29 30  Walker (1973), p. 42.
2. 1 2 3 4 5 6 7 8  "BLAIR-KERR, Sir William Alexander (Sir Alastair)" (1996)
3. 1 2 3 4 5 6 7  "Sir Alastair Blair-Kerr" (18 December 1992)
4. 1 2  "Evacuees from Singapore (Evacuees list A to C)" (retrieved 22 July 2013)
5. 1 2  The Colonial Office List (1953), p. 197.
6. 1 2 3 4 5 6 7  〈十報被控藐視法庭，一報遭警告承印商亦被判罰款〉（造訪於2013年7月22日）
7. ↑  〈百里渠奧雲斯奉任副按察司〉（1961年12月6日）
8. 1 2 3 4 5 6 7 8 9 10 11  〈港府發表調查陳建建事件報告書，透露蔣特在港勾當〉（1963年7月25日）
9. 1 2  〈陳建建被毆事件，港府決組會調查〉（1963年2月10日）
10. ↑  〈調查陳建建案昨秘密進行〉（1963年2月20日）
11. 1 2  〈星系報業公司向合議庭申請，要求宣佈調查委員會不合法〉（1963年3月29日）
12. 1 2  〈星系報業公司申請案，合議庭定下周三宣判〉（1963年3月30日）
13. ↑  〈調查陳建建事件案一人調查委員會，合議庭認為合法〉（1963年4月4日）
14. ↑  〈有關調查陳建建案，星系報業公司上訴樞密院獲批准〉（1963年5月10日）
15. 1 2 3  〈陳建建事件調查委員會報告書長達三百頁，認定警官並無毆打〉（1963年7月25日）
16. ↑  〈星系報業公司稱已申請向英上訴〉（1963年7月26日）
17. ↑  Roberts (2006), p. 124.
18. ↑  〈百里渠升任高級副按察司〉（1971年6月11日）
19. 1 2 3 4 5 6 7 8 9  〈港法庭對刑事案件採取過於寬容態度〉（1973年6月3日）
20. ↑  張惠霖（2001年4月10日），頁23。
21. 1 2  "Supplement to Issue 45984", London Gazette, 22 May 1973, p. 2.
22. 1 2 3 4 5 6 7  〈歷史簡介〉（造訪於2013年7月22日）
23. 1 2 3 4 5 6 7 8 9  《葛柏案》（造訪於2013年7月22日）
24. 1 2  〈涉嫌貪污竟能離港，港督急謀補救之道〉（1973年6月14日）
25. ↑  〈百里渠爵士闡釋進行調查葛柏事件，三週後可提出報告，研究反貪污法例約需時三月〉（1973年6月15日）
26. ↑  〈百里渠主持一人調查委會，葛柏逃離案閉門聆訊，副警務處長首先作供〉（1973年6月22日）
27. ↑  〈警務處長與署理律政司昨先後作供，葛柏案聆訊完畢，百里渠草擬報告〉（1973年6月27日）
28. ↑  〈葛柏如何潛離本港，報告書長廿五本，百里渠親呈港督〉（1973年7月5日）
29. ↑  〈百里渠爵士邀請市民就反貪污條例提意見〉（1973年7月17日）
30. 1 2 3  Spurr (1995), p. 227.
31. ↑  Tsang (2009), p. 203.
32. ↑  〈廉政公署〉（2010年4月）
33. 1 2  Tsang (2009), p. 204.
34. ↑  張連興（2007年6月），頁323。
35. 1 2  梁可欣（2010年），頁86。
36. 1 2  〈百里渠爵士第二次報告書指出：政府部門多存貪污，當局難挽市民信心〉（1973年10月12日）
37. ↑  〈百里渠報告書建議，犯貪污罪刑期提高〉（1973年11月30日）
38. ↑  〈兩局多位議員指出，反貪污部應該獨立〉（1973年10月13日）
39. ↑  OFFICIAL REPORT OF PROCEEDINGS (17 October 1973)
40. 1 2 3  《香港總督麥理浩爵士》（1982年）
41. ↑  王賡武（1997年），頁139。
42. ↑  〈百里渠爵士昨悄然離去，行前拒絕接見報界〉（1973年12月15日）
43. 1 2  〈電話調查委會主席百里渠爵士昨抵港，下月三日開始工作〉（1975年2月23日）
44. ↑  〈副按察司百里渠將退休，謂將返蘇格蘭故鄉居住〉（1973年11月19日）
45. 1 2  〈電話調查委會名單公佈，百里渠爵士任主席〉（1975年2月8日）
46. 1 2 3 4  Wong and Wo (20 March 2003), p. 3.
47. ↑  〈百里渠等七人視察電話公司西環機樓〉（1975年3月27日）
48. 1 2 3 4 5 6 7  〈電話調查報告書建議兩年後再加價百分十五〉（1975年11月20日）
49. ↑  〈電話業務調查報告書已於昨天送交麥理浩〉（1975年8月30日）
50. ↑  University of Edinburgh Journal Vol. 36 (1993), p. 125.
51. ↑  Fowler Wright (2003), p. ix.
52. 1 2  〈九人車由梅窩開往寶蓮寺途中翻墮懸崖傷廿二男女，副按察司百里渠重傷〉（1969年8月11日）
53. ↑  〈大嶼翻車驚險萬狀，急速退後倒落山坡〉（1969年8月12日）

### 中文資料
- 〈百里渠奧雲斯奉任副按察司〉，《工商日報》第七頁，1961年12月6日。
- 〈陳建建被毆事件，港府決組會調查〉，《工商日報》第五頁，1963年2月10日。
- 〈調查陳建建案昨秘密進行〉，《工商日報》第四頁，1963年2月20日。
- 〈星系報業公司向合議庭申請，要求宣佈調查委員會不合法〉，《工商日報》第六頁，1963年3月29日。
- 〈星系報業公司申請案，合議庭定下周三宣判〉，《工商日報》第七頁，1963年3月30日。
- 〈調查陳建建事件案一人調查委員會，合議庭認為合法〉，《工商日報》第六頁，1963年4月4日。
- 〈有關調查陳建建案，星系報業公司上訴樞密院獲批准〉，《工商日報》第六頁，1963年5月10日。
- 〈港府發表調查陳建建事件報告書，透露蔣特在港勾當〉，《大公報》第一張第四版及第二張第五版，1963年7月25日。
- 〈陳建建事件調查委員會報告書長達三百頁，認定警官並無毆打〉，《工商日報》第四頁，1963年7月25日。
- 〈星系報業公司稱已申請向英上訴〉，《大公報》第一張第四版，1963年7月26日。
- 〈九人車由梅窩開往寶蓮寺途中翻墮懸崖傷廿二男女，副按察司百里渠重傷〉，《工商日報》第五頁，1969年8月11日。
- 〈大嶼翻車驚險萬狀，急速退後倒落山坡〉，《工商日報》第四頁，1969年8月12日。
- 〈百里渠升任高級副按察司〉，《華僑日報》第三張第三頁，1971年6月11日。
- 〈港法庭對刑事案件採取過於寬容態度〉，《工商日報》第十一頁，1973年6月3日。
- 〈涉嫌貪污竟能離港，港督急謀補救之道〉，《工商日報》第八頁，1973年6月14日。
- 〈百里渠爵士闡釋進行調查葛柏事件，三週後可提出報告，研究反貪污法例約需時三月〉，《工商日報》第十二頁，1973年6月15日。
- 〈百里渠主持一人調查委會，葛柏逃離案閉門聆訊，副警務處長首先作供〉，《工商日報》第一頁，1973年6月22日。
- 〈警務處長與署理律政司昨先後作供，葛柏案聆訊完畢，百里渠草擬報告〉，《工商日報》第一頁，1973年6月27日。
- 〈葛柏如何潛離本港，報告書長廿五本，百里渠親呈港督〉，《工商日報》第一頁，1973年7月5日。
- 〈百里渠爵士邀請市民就反貪污條例提意見〉，《工商日報》第七頁，1973年7月17日。
- 〈百里渠爵士第二次報告書指出：政府部門多存貪污，當局難挽市民信心〉，《工商日報》第八頁，1973年10月12日。
- 〈兩局多位議員指出，反貪污部應該獨立〉，《工商日報》第八頁，1973年10月13日。
- 〈副按察司百里渠將退休，謂將返蘇格蘭故鄉居住〉，《華僑日報》第三張第一頁，1973年11月19日。
- 〈百里渠報告書建議，犯貪污罪刑期提高〉，《工商日報》第八頁，1973年11月30日。
- 〈百里渠爵士昨悄然離去，行前拒絕接見報界〉，《工商日報》第十頁，1973年12月15日。
- 〈電話調查委會名單公佈，百里渠爵士任主席〉，《工商日報》第七頁，1975年2月8日。
- 〈電話調查委會主席百里渠爵士昨抵港，下月三日開始工作〉，《工商日報》第八頁，1975年2月23日。
- 〈百里渠等七人視察電話公司西環機樓〉，《工商日報》第六頁，1975年3月27日。
- 〈電話業務調查報告書已於昨天送交麥理浩〉，《大公報》第二張第五版，1975年8月30日。
- 〈電話調查報告書建議兩年後再加價百分十五〉，《工商日報》第一頁，1975年11月20日。
- 《香港總督麥理浩爵士》。香港：明報，1982年。
- 王賡武主編，《香港史新編（上冊）》。香港：三聯書店（香港）有限公司，1997年。
- 張惠霖著，《香港自1976年起任命法官的程序 （页面存档备份，存于）》。香港：立法會秘書處，2001年4月10日。
- 張連興著，《香港二十八總督》。北京：朝華出版社，2007年6月。
- 梁可欣編，《最後六任港督的聲音》。香港：商務印書館，2010年。
- 〈廉政公署〉，《香港便覽》。香港：香港特別行政區政府新聞處，2010年4月。
- 〈十報被控藐視法庭，一報遭警告承印商亦被判罰款〉，香港印藝學會，造訪於2013年7月22日。
- 〈歷史簡介 （页面存档备份，存于）〉，香港廉政公署，造訪於2013年7月22日。
- 《葛柏案 （页面存档备份，存于）》，香港廉政公署，造訪於2013年7月22日。

### 英文資料
- The Colonial Office List. Great Britain: H.M.S.O., 1953.
- Walker, Joseph, Hong Kong Who's who: An Almanac of Personalities and Their Comprehensive Histories. Hong Kong: Rola Luzzatto, 1973.
- OFFICIAL REPORT OF PROCEEDINGS （页面存档备份，存于）. Hong Kong: Hong Kong Legislative Council, 17 October 1973.
- "Sir Alastair Blair-Kerr", The Times, 18 December 1992, p. 17.
- University of Edinburgh Journal Vol. 36. Edinburgh: University of Edinburgh, Graduates' Association, 1993.
- Spurr, Russell, Excellency: The Governors of Hong Kong. Hong Kong: FormAsia, 1995.
- "BLAIR-KERR, Sir William Alexander (Sir Alastair)", Who was who. Vol. 9, 1991-1995 : a companion to Who's who containing the biographies of those who died during the period 1991-1995. London: A & C Black, 1996.
- Wong, Elyssa, and, Wo, Karina, INFORMATION NOTE - Commissions of Inquiry （页面存档备份，存于）. Hong Kong: Legislative Council Secretariat, 20 March 2003.
- Fowler Wright, Sydney, Deluge. Wesleyan University Press, 2003.
- Roberts, Sir Denys, Another disaster: Hong Kong Sketches. London: The Radcliffe Press, 2006.
- Tsang, Steve, A Modern History of Hong Kong. Hong Kong: Hong Kong University Press, 2009.
- "Evacuees from Singapore (Evacuees list A to C)", Malayan Volunteers Group, retrieved 22 July 2013.

## 外部連結
- 廉署誕生的經過 Archive.today的存檔，存档日期2013-07-22，香港廉政公署